# Elthusa myripristae
Elthusa myripristae là một loài chân đều trong họ Cymothoidae. Loài này được Bruce miêu tả khoa học năm 1990.